# Șoarș, Brașov
Șoarș, mai demult Șaroșa, Șoarșiu, (în dialectul săsesc Schuarsch, Šuerš, în germană Scharosch, Scharesch, în maghiară Sáros, în trad. "Noroieni", "Glodeni") este satul de reședință al comunei cu același nume din județul Brașov, Transilvania, România.

## Monumente
Biserica evanghelică-luterană din Șoarș a fost ridicată de sași la începutul celei de-a 2-a jumătăți a secolului al XV-lea și este atestată documentar prin două indulgențe papale, de la 1450 și 1466. 

## Imagini

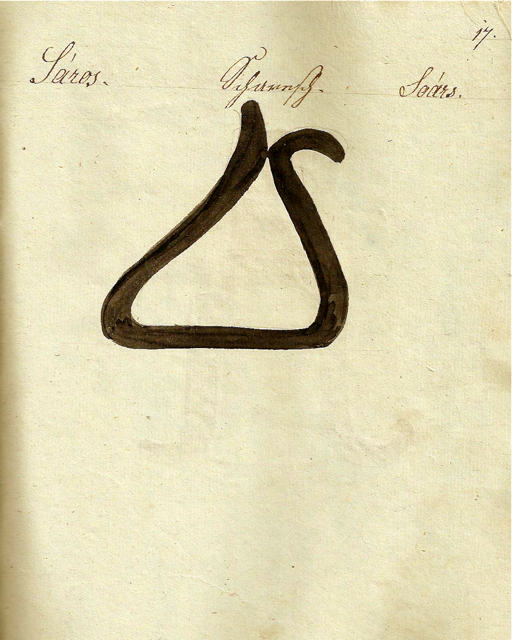
1826 - Danga pentru vite
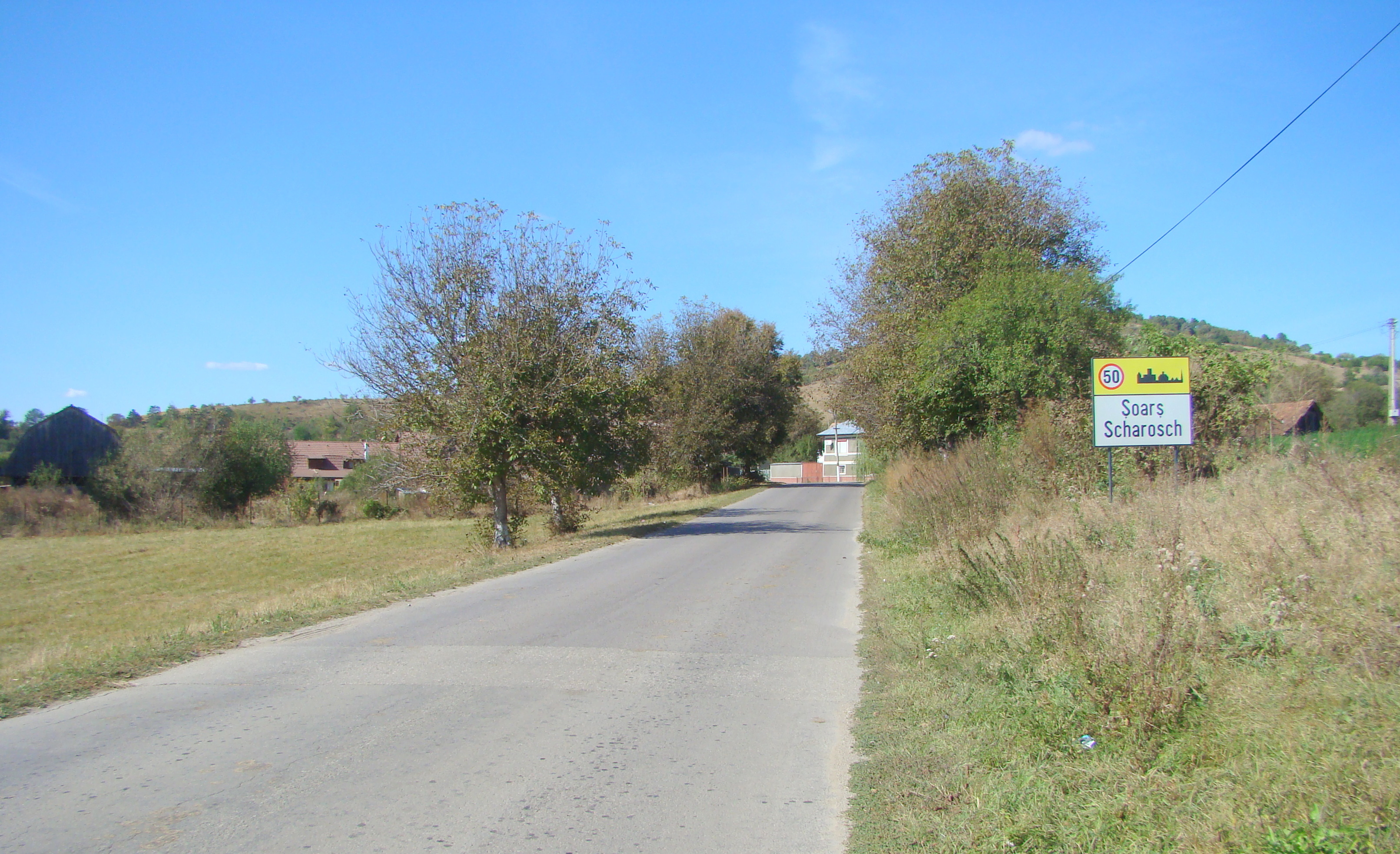
Intrarea în localitate
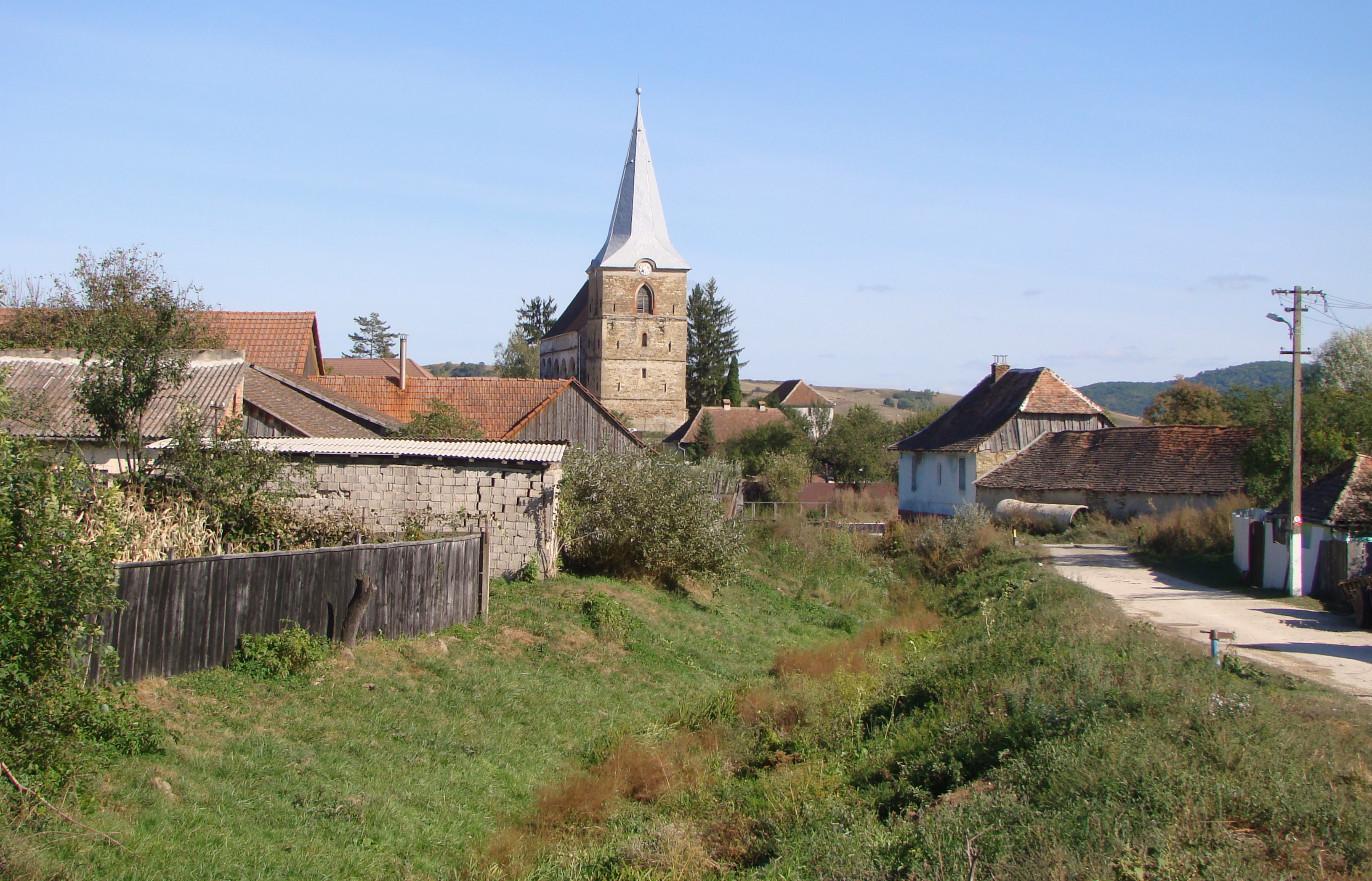
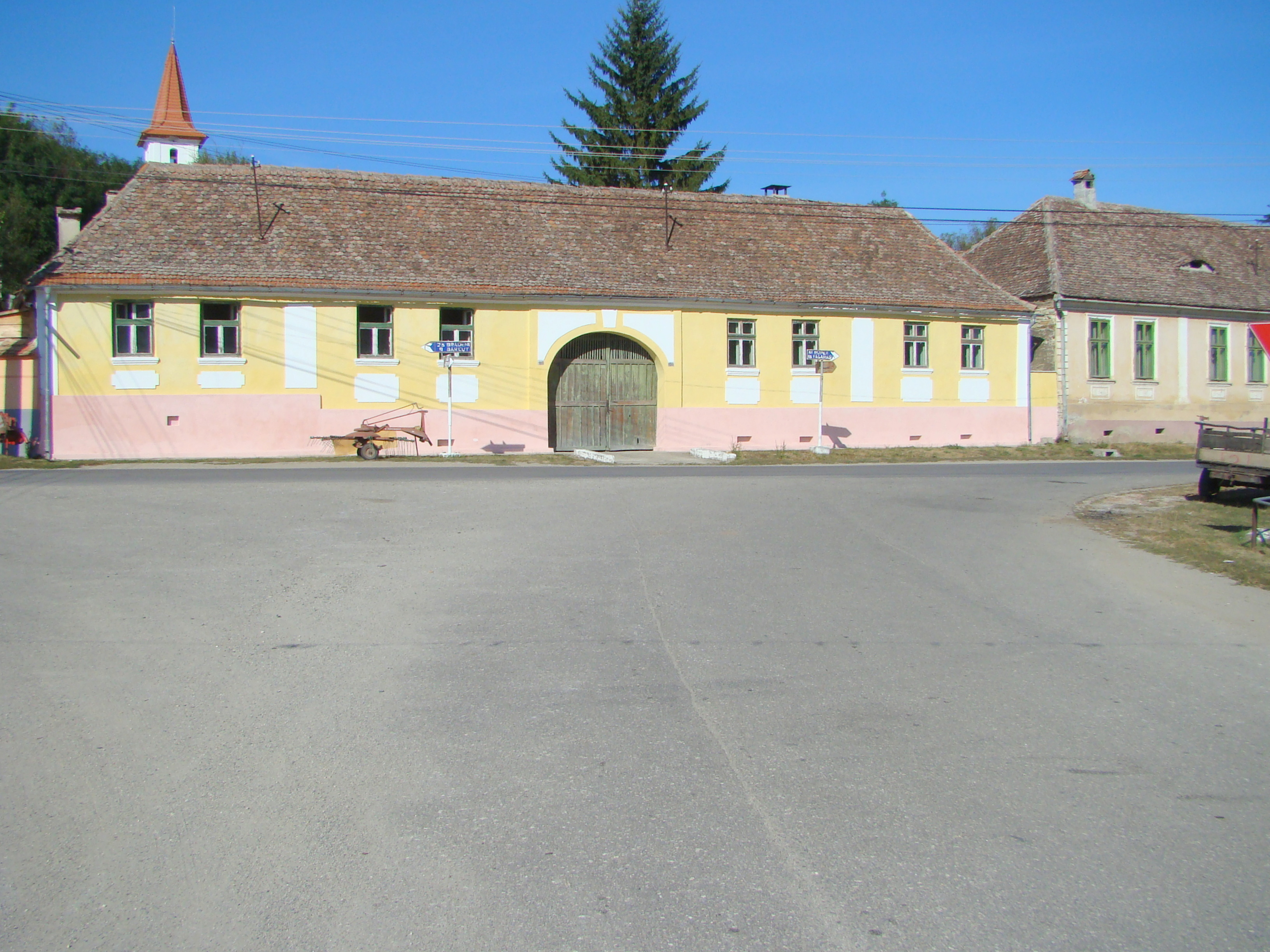
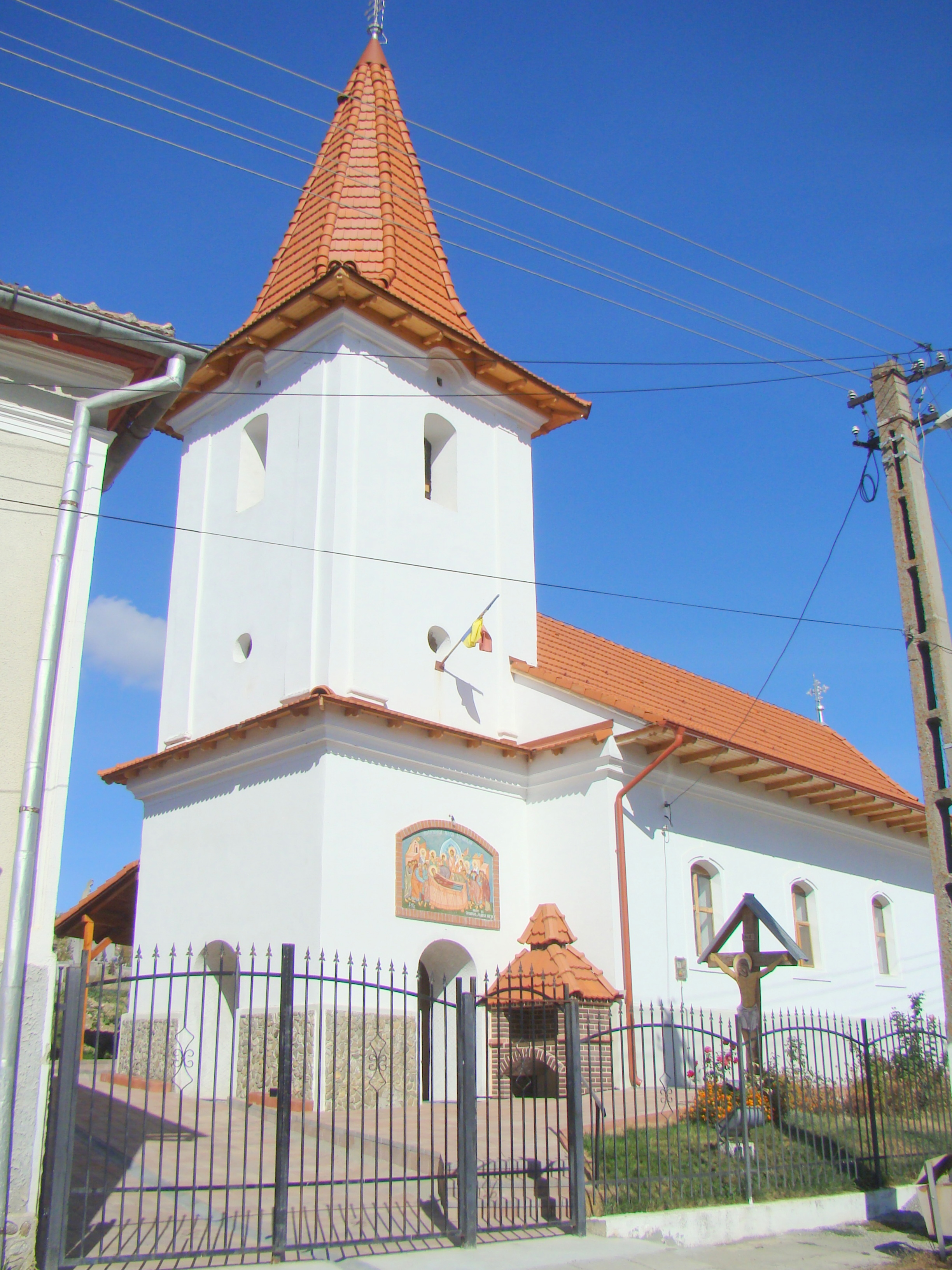
Biserica ortodoxă
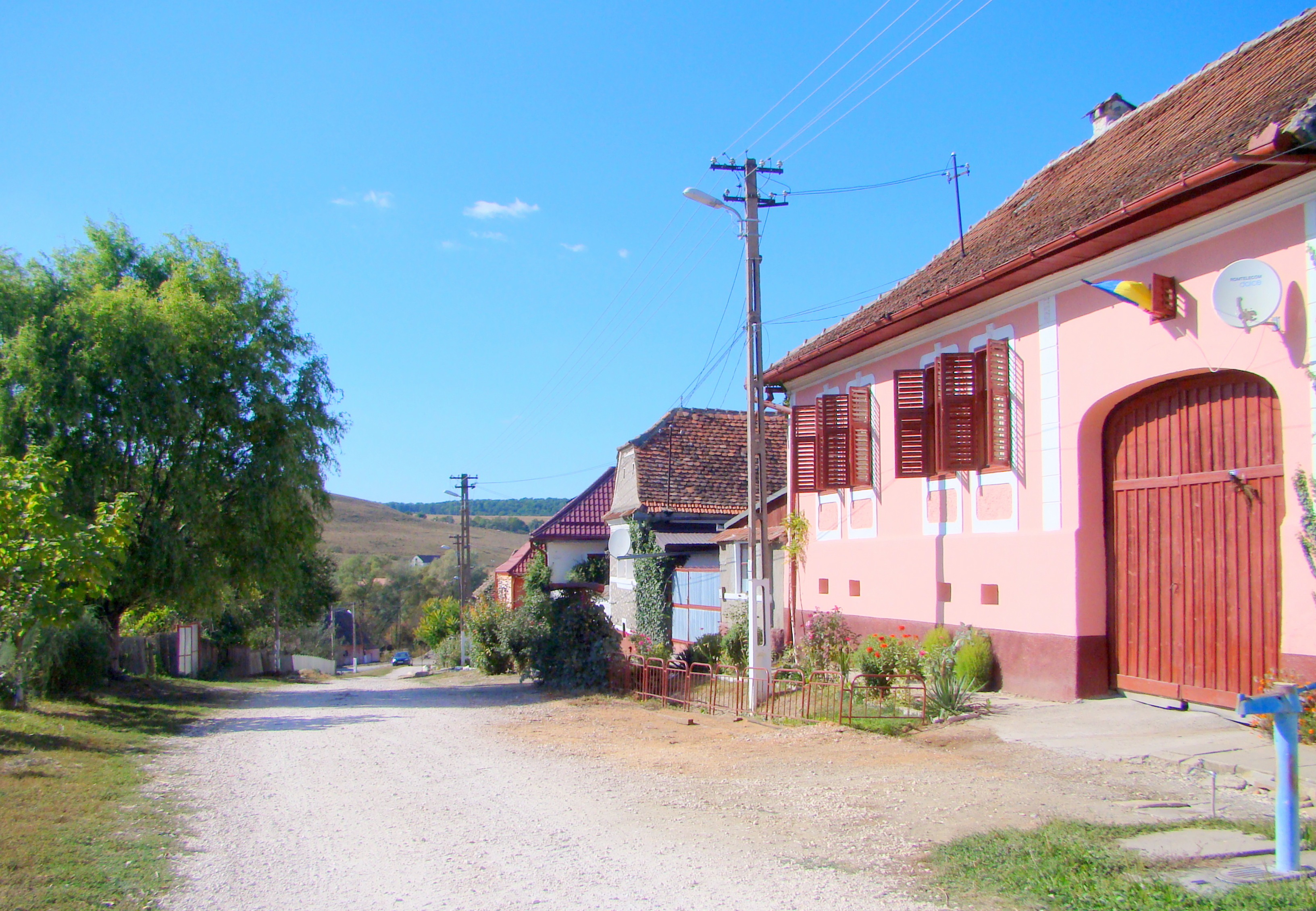
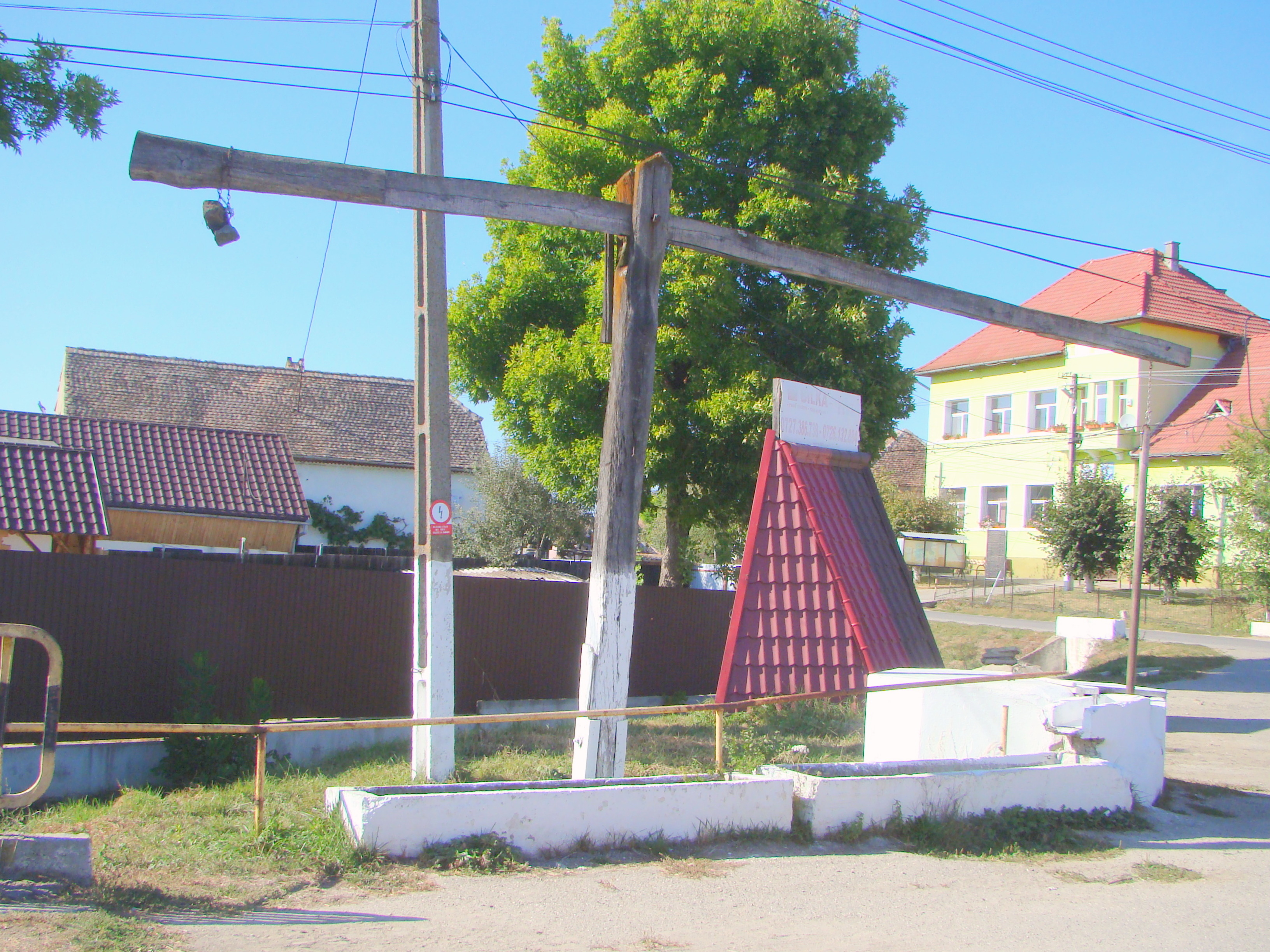
Fântâna cu cumpănă
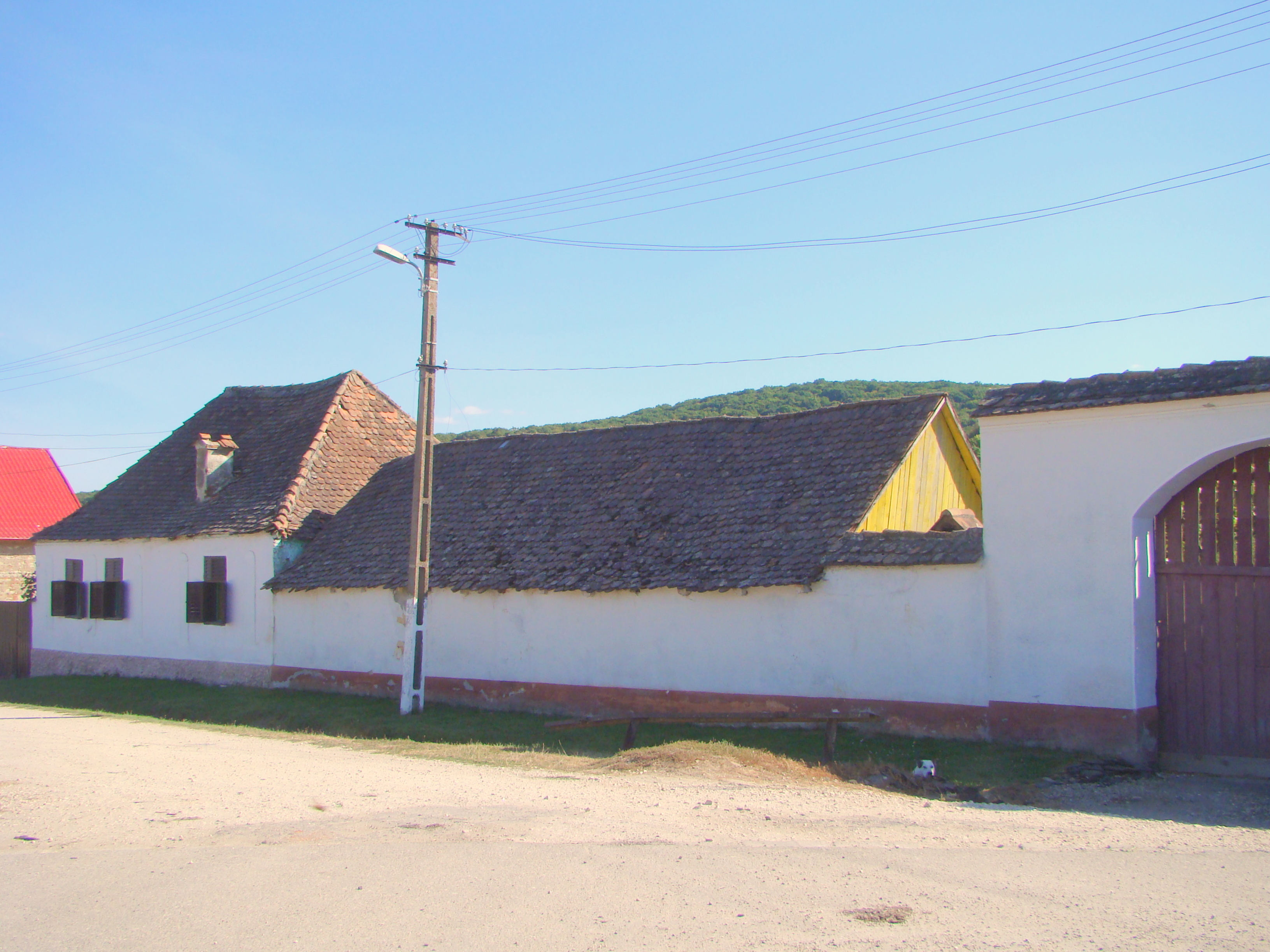
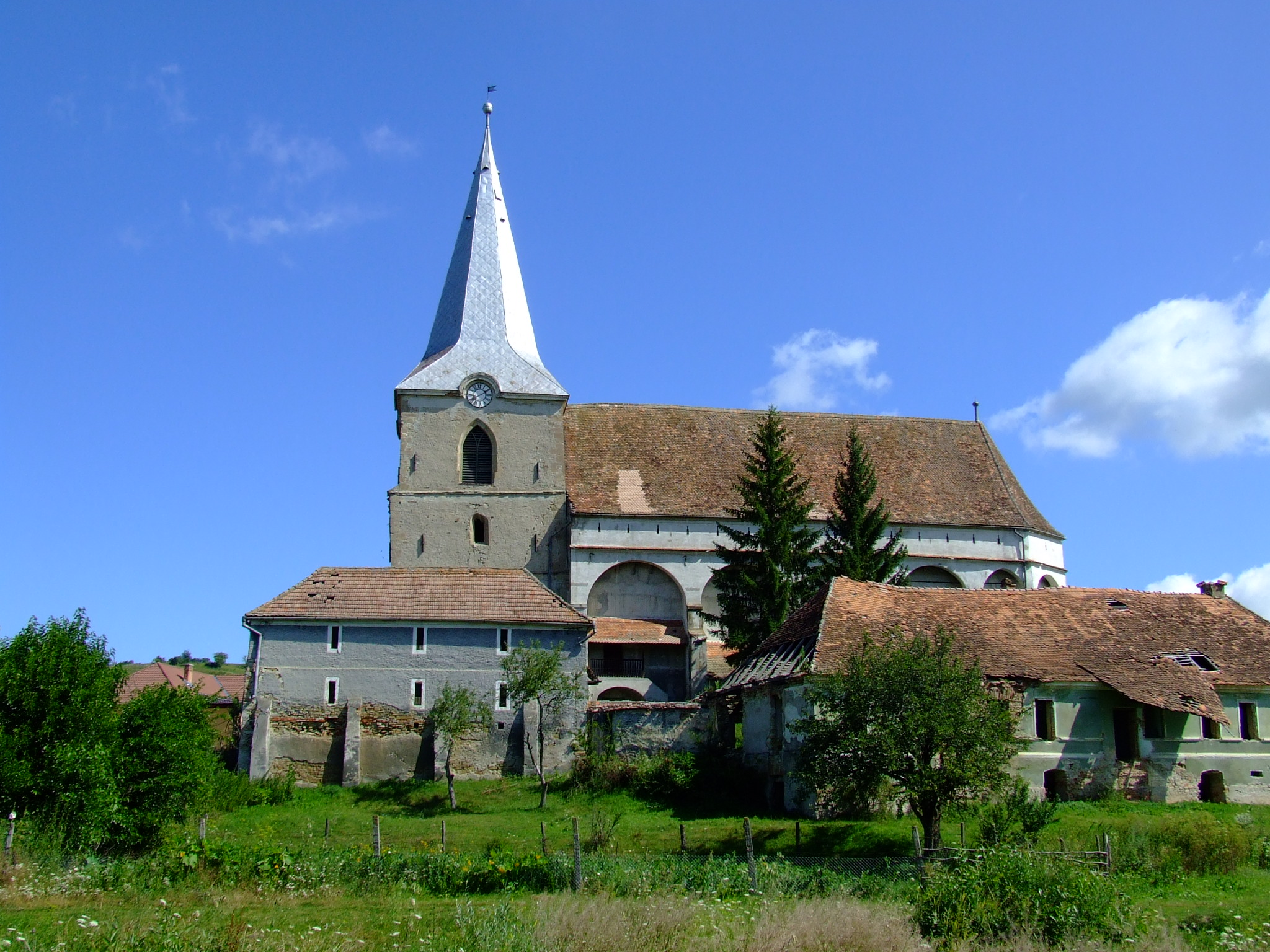
Ansamblul bisericii evanghelice fortificate
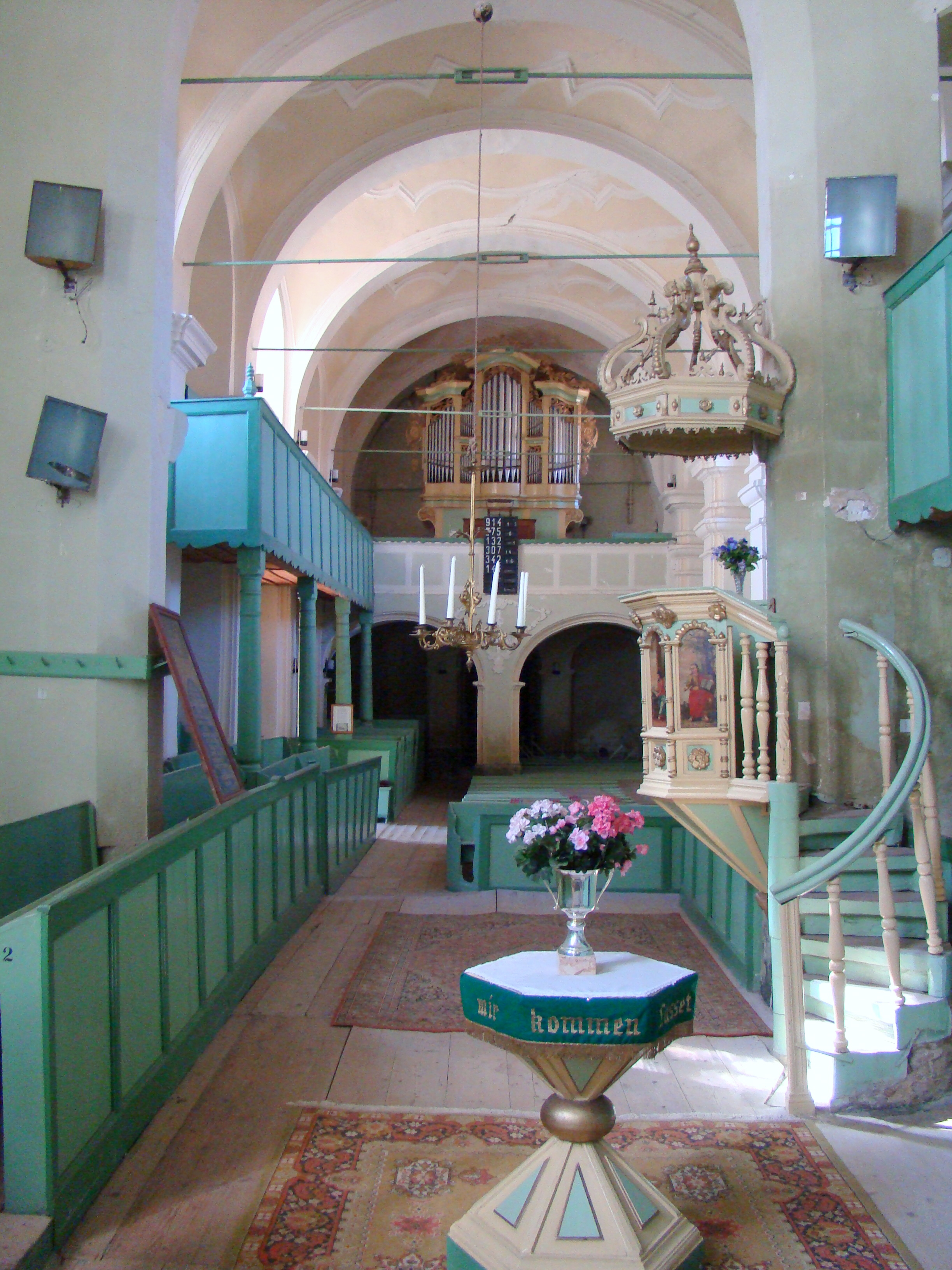
Interiorul bisericii evanghelice fortificate
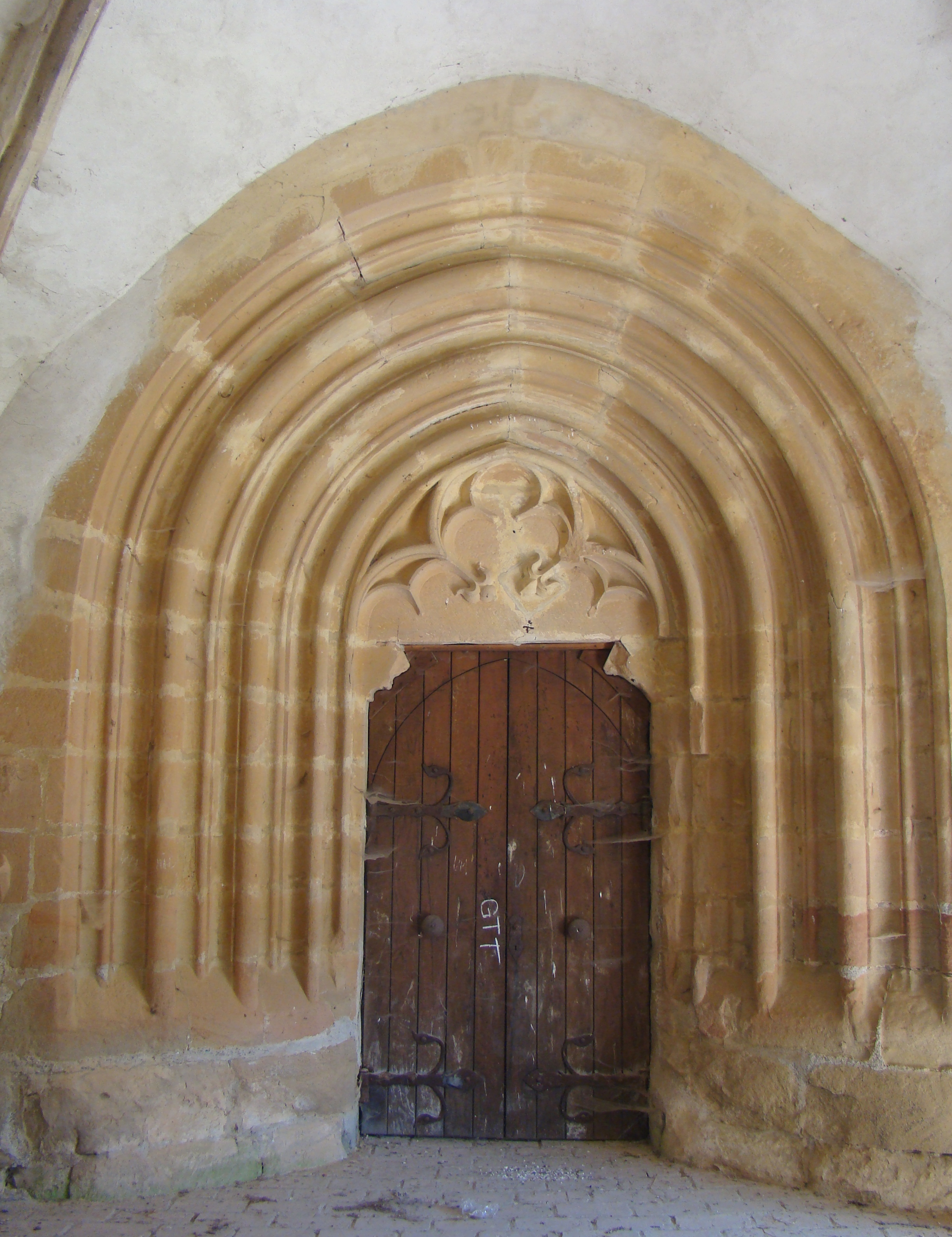
Portalul vestic
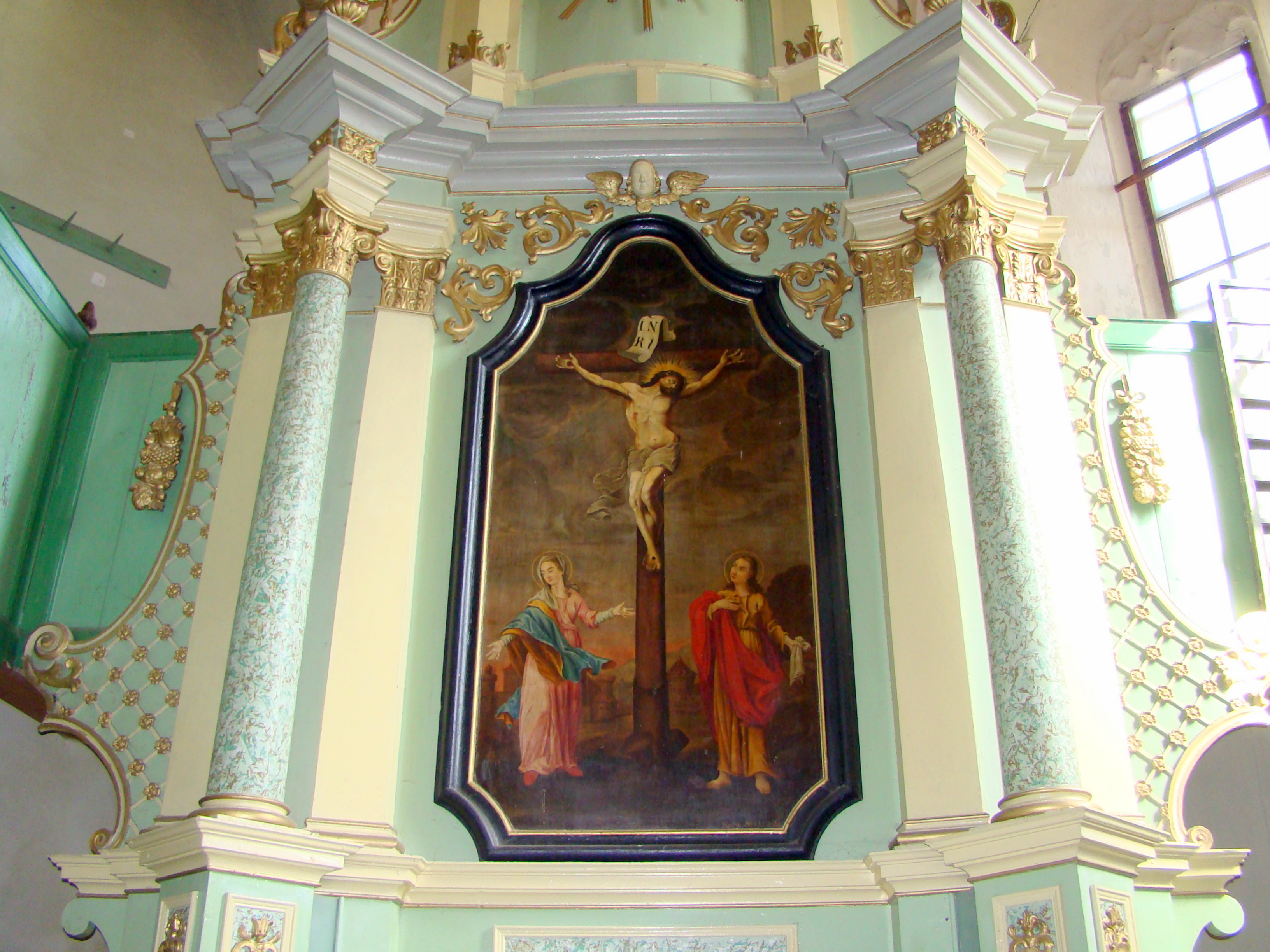
Altarul